# 奧謝列季河
奧謝列季河（俄语：Осередь），是俄羅斯的河流，位於該國西部沃羅涅日州，屬於頓河的支流，流經卡拉奇高地，河道全長89公里，流域面積2,420平方公里。